# Фішер (Манітоба)
Фішер (англ. Fisher) — сільський муніципалітет в Канаді, у провінції Манітоба.

## Населення
За даними перепису 2016 року, сільський муніципалітет нараховував 1708 осіб, показавши зростання на 0,2%, порівняно з 2011-м роком. Середня густина населення становила 1,2 осіб/км².
З офіційних мов обидвома одночасно володіли 45 жителів, тільки англійською — 1 605, тільки французькою — 10, а 5 — жодною з них. Усього 405 осіб вважали рідною мовою не одну з офіційних, з них 5 — одну з корінних мов, а 105 — українську.
Працездатне населення становило 65,6% усього населення, рівень безробіття — 5,9% (5,3% серед чоловіків та 6,7% серед жінок). 68,8% осіб були найманими працівниками, а 30,6% — самозайнятими.
Середній дохід на особу становив $30 265 (медіана $27 051), при цьому для чоловіків — $31 094, а для жінок $29 352 (медіани — $30 037 та $24 021 відповідно).
20,5% мешканців мали закінчену шкільну освіту, не мали закінченої шкільної освіти — 40,5%, 39,4% мали післяшкільну освіту, з яких 18,6% мали диплом бакалавра, або вищий.
| Статево-вікова структура населення | Статево-вікова структура населення | Статево-вікова структура населення | Статево-вікова структура населення | Статево-вікова структура населення |
| ---------------------------------- | ---------------------------------- | ---------------------------------- | ---------------------------------- | ---------------------------------- |
|                                    |                                    |                                    |                                    |                                    |
| Всього                             | Всього                             | 50,3%49,7%                         |                                    |                                    |
| 0 — 14 років                       | 0 — 14 років                       |                                    | 20,6%                              | 20,6%                              |
| 15 — 64 років                      | 15 — 64 років                      |                                    | 57,6%                              | 57,6%                              |
| 65 і більше                        | 65 і більше                        |                                    | 21,8%                              | 21,8%                              |
| 85 і більше                        | 85 і більше                        |                                    | 3,2%                               | 3,2%                               |
| Середній вік (років)               | Середній вік (років)               | 41,742,9                           | 42,3                               | 42,3                               |
| Медіана (років)                    | Медіана (років)                    | 43,945,2                           | 44,5                               | 44,5                               |
| — чоловіки — жінки                 |                                    |                                    |                                    |                                    |

| Походження мешканців:     | Походження мешканців:     | Походження мешканців: | Походження мешканців: | Походження мешканців: |
| ------------------------- | ------------------------- | --------------------- | --------------------- | --------------------- |
| Походження                |                           |                       | осіб                  | %                     |
| Корінні американці        | Корінні американці        |                       | 315                   | 20.59%                |
| Інше північноамериканське | Інше північноамериканське |                       | 260                   | 16.99%                |
| Європейське               | Європейське               |                       | 1 215                 | 79.41%                |
| британське                | британське                |                       | 425                   | 27.78%                |
| французьке                | французьке                |                       | 215                   | 14.05%                |
| українське                | українське                |                       | 525                   | 34.31%                |
| Латинськоамериканське     | Латинськоамериканське     |                       | 20                    | 1.31%                 |
| Азійське                  | Азійське                  |                       | 105                   | 6.86%                 |

| Зайнятість населення за галузями (за класифікацією NOC): | Зайнятість населення за галузями (за класифікацією NOC): | Зайнятість населення за галузями (за класифікацією NOC): | Зайнятість населення за галузями (за класифікацією NOC): | Зайнятість населення за галузями (за класифікацією NOC): |
| -------------------------------------------------------- | -------------------------------------------------------- | -------------------------------------------------------- | -------------------------------------------------------- | -------------------------------------------------------- |
|                                                          |                                                          |                                                          |                                                          |                                                          |
| Управління                                               | Управління                                               |                                                          | 23,1%                                                    | 23,1%                                                    |
| Бізнес, фінанси та адміністрування                       | Бізнес, фінанси та адміністрування                       |                                                          | 4,7%                                                     | 4,7%                                                     |
| Природничі та прикладні науки                            | Природничі та прикладні науки                            |                                                          | 1,8%                                                     | 1,8%                                                     |
| Охорона здоров'я                                         | Охорона здоров'я                                         |                                                          | 7,7%                                                     | 7,7%                                                     |
| Освіта, правозахист, муніципальні та урядові служби      | Освіта, правозахист, муніципальні та урядові служби      |                                                          | 11,2%                                                    | 11,2%                                                    |
| Мистецтво, культура, відпочинок та спорт                 | Мистецтво, культура, відпочинок та спорт                 |                                                          | 1,2%                                                     | 1,2%                                                     |
| Роздрібна торгівля та послуги                            | Роздрібна торгівля та послуги                            |                                                          | 18,9%                                                    | 18,9%                                                    |
| Гуртова торгівля, транспорт та обладнання                | Гуртова торгівля, транспорт та обладнання                |                                                          | 20,1%                                                    | 20,1%                                                    |
| Природні ресурси, сільське господарство                  | Природні ресурси, сільське господарство                  |                                                          | 9,5%                                                     | 9,5%                                                     |
| Виробництво                                              | Виробництво                                              |                                                          | 1,2%                                                     | 1,2%                                                     |

## Клімат
Середня річна температура становить 1,2°C, середня максимальна – 22,9°C, а середня мінімальна – -26,5°C. Середня річна кількість опадів – 526 мм.
| Клімат поселення                              | Клімат поселення | Клімат поселення | Клімат поселення | Клімат поселення | Клімат поселення | Клімат поселення | Клімат поселення | Клімат поселення | Клімат поселення | Клімат поселення | Клімат поселення | Клімат поселення | Клімат поселення |
| Показник                                      | Січ.             | Лют.             | Бер.             | Квіт.            | Трав.            | Черв.            | Лип.             | Серп.            | Вер.             | Жовт.            | Лист.            | Груд.            |                  |
| Середній максимум, °C                         | −13,34           | −9,46            | −1,96            | 8,64             | 16,92            | 22,71            | 22,87            | 21,90            | 16,52            | 9,40             | −1,07            | −10,99           |                  |
| Середня температура, °C                       | −19,92           | −16,05           | −8,54            | 2,09             | 10,31            | 16,11            | 18,20            | 17,22            | 11,84            | 4,70             | −5,76            | −15,67           |                  |
| Середній мінімум, °C                          | −26,5            | −22,63           | −15,13           | −4,53            | 3,74             | 9,52             | 13,51            | 12,52            | 7,16             | 0,00             | −10,42           | −20,36           |                  |
| Норма опадів, мм                              | 21               | 15               | 26               | 29               | 56               | 88               | 65               | 69               | 58               | 47               | 27               | 25               |                  |
| Середньомісячна швидкість вітру, м/с          | 3.90             | 3.80             | 3.97             | 4.10             | 4.20             | 3.80             | 3.50             | 3.70             | 4.10             | 4.40             | 4.30             | 4.00             |                  |
| Середньомісячна сонячна радіація, кДж/м²·день | 4007             | 7459             | 12631            | 17418            | 20208            | 21005            | 21368            | 18034            | 12205            | 7153             | 3934             | 2991             |                  |
| --------------------------------------------- | ---------------- | ---------------- | ---------------- | ---------------- | ---------------- | ---------------- | ---------------- | ---------------- | ---------------- | ---------------- | ---------------- | ---------------- | ---------------- |
| Джерело:                                      |                  |                  |                  |                  |                  |                  |                  |                  |                  |                  |                  |                  |                  |